# Bruno Dey
Bruno Dey, né en 1927, est un ancien membre de la SS. Il fut l'un des gardes du camp de concentration du Stutthof. Son procès s'est ouvert en octobre 2019.
Âgé de 17 ans à l'époque et, selon lui, « obligé d'y travailler », il est aujourd'hui considéré comme un rouage essentiel de la « Solution Finale » du régime nazi.
Le 23 juillet 2020, il est condamné à deux ans de prison avec sursis par le tribunal de Hambourg.